# Befundprüfung
Mit einer Befundprüfung wird amtlich festgestellt, ob ein geeichtes Messgerät (Wasserzähler, Elektrizitätszähler, Gaszähler, Wärmezähler) die Verkehrsfehlergrenzen gemäß dem Eichgesetz einhält.
Für jedes fragliche Messgerät kann bei einer staatlich anerkannten Prüfstelle oder beim Eichamt ein Antrag auf Befundprüfung gestellt werden. Gegen eine Bearbeitungsgebühr bekommt man einen Prüfschein auf dem vermerkt ist, ob das Messgerät die Verkehrsfehlergrenzen einhält oder nicht. Werden die Verkehrsfehlergrenzen überschritten, so ist außerdem der ermittelte Messfehler eingetragen.
Bei der Befundprüfung wird das Messgerät zuerst äußerlich auf Beschädigung untersucht, dann einzeln bei verschiedenen Belastungen geprüft und anschließend zur inneren Befundprüfung zerlegt. Außerdem wird geprüft, ob es den Zulassungsbestimmungen entspricht und ob die Stempel (Plomben) unverletzt sind.